# فرانکو کوستانزو
فرانکو کوستانزو (انگلیسی: Franco Costanzo؛ زادهٔ ۵ سپتامبر ۱۹۸۰) بازیکن سابق فوتبال اهل آرژانتین است که در پست دروازه‌بان بازی می‌کرد. او آخرین بار برای باشگاه شیلیایی یونیورسیداد کاتولیکا از لیگ برتر بازی کرد.
وی همچنین در تیم‌های ملی فوتبال زیر ۲۰ سال آرژانتین و آرژانتین بازی کرده‌است.